# 제인 (가수)
제인(Jain, 1992년 2월 7일 ~ )은 프랑스의 싱어송라이터이다.

## 음반 목록
- Zanaka (2015)
- Souldier (2018)